# Cappella musicale della Cattedrale di Firenze
La Cappella musicale della Cattedrale di Firenze è un coro polifonico composto da voci maschili e femminili, un gruppo di cantanti professionisti ed il coro di voci bianche (Pueri Cantores). Il suo compito è quello di accompagnare musicalmente le liturgie più importanti celebrate presso il Duomo di Firenze.

## Storia
La Cappella musicale della Cattedrale di Firenze è un'istituzione molto particolare, che nel corso del tempo è stata legata sia al potere ecclesiastico che a quello civile, prestando il suo servizio, oltre che in Cattedrale, nel Battistero di San Giovanni e nella chiesa di Santa Felicita, proprietà della famiglia granducale.

### La fondazione
Il primo nucleo della Cappella, istituito da Cosimo de' Medici nel Dicembre del 1438, era un gruppo polifonico formato da cantori professionisti, chiamati "I cantori di San Giovanni", che svolgevano il proprio servizio prevalentemente in Battistero, ma che spesso intervenivano in Cattedrale, secondo un calendario liturgico prestabilito. Il gruppo fu sciolto una prima volta nel periodo compreso tra il 1458 ed il 1464. Documenti di archivio mostrano poi che a partire dall'anno 1475 l'Opera di Santa Maria del Fiore, organismo laico deputato alla costruzione e alla manutenzione della Cattedrale, si fosse fatta carico anche di reclutare e stipendiare i musicisti chiamati a cantare nella Cappella musicale. La Cappella fu chiusa una seconda volta fra il 1493 ed il 1498, durante il periodo del governo di Girolamo Savonarola, per poi essere ricostituita nel 1501. 

### La Cappella granducale

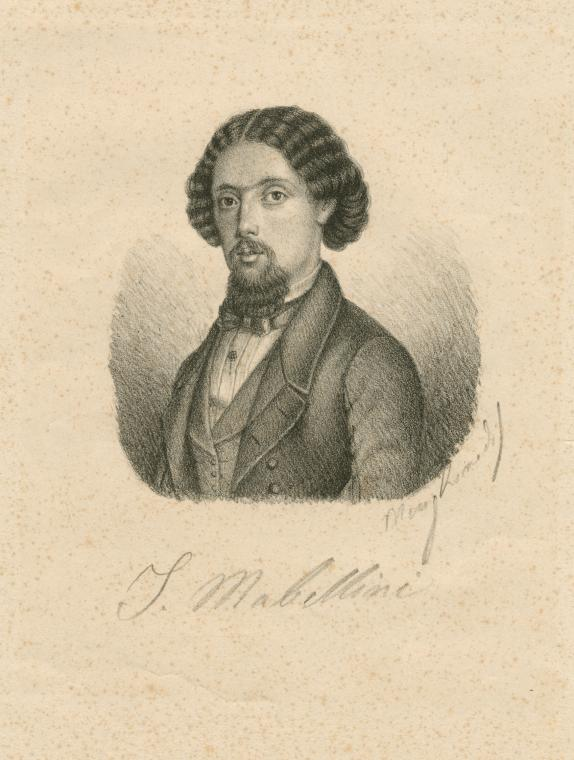
M° Teodulo Mabellini

Con l'avvento del Granducato di Toscana, i Cantori di San Giovanni persero la loro autonomia e passarono sotto l'egida della famiglia al potere, la quale, in aggiunta, si prese carico di nominare l'organista ed il maestro di cappella. Questa nuova entità, denominata "Cappella musicale granducale del Duomo di Santa Maria del Fiore", pur essendo strettamente legata alle famiglie dei Medici prima, e dei Lorena poi, rimase naturalmente molto affine all''Opera di Santa Maria del Fiore, che infatti ne detiene tutt'oggi il preziosissimo archivio musicale. Nel corso di questi secoli hanno fatto parte della Cappella granducale illustri musicisti quali Luca Bati (1550-1608); Marco da Galliano (1582-1643), che operò per tutta la vita sia come canonico e Maestro della Basilica di San Lorenzo, che come musicista presso la cappella della cattedrale; Giovanni Maria Casini (1652-1719), che ha lasciato un'impronta non solo dal punto di vista musicale, ma anche a livello didattico, essendo stato maestro sia di Francesco Feroci, che gli succederà come primo organista della Cattedrale, sia di tanti altri musicisti. L'ultimo maestro ad essere nominato dal granduca fu il famoso Teodulo Mabellini nel 1847, musicista pistoiese, che compose un'ingente quantità di musica sacra, diventando un punto di riferimento nel settore, tanto che lo stesso Giuseppe Verdi lo invitò a partecipare al progetto della messa per la morte di Rossini.

### La Cappella musicale dopo l'unità d'Italia e durante il XX secolo

Card. M° Domenico Bartolucci

A seguito della cacciata degli Asburgo-Lorena, avvenuta nel 1859, e la conseguente annessione della Toscana al regno d'Italia (1860), la Cappella musicale subì molti cambiamenti che comportarono la sua dissoluzione. L'istituzione non sarà più ripristinata nella sua forma storica. Il servizio musicale nella Cattedrale pertanto fu portato avanti grazie ai seminaristi del Collegio Eugeniano che, insieme ad alcuni musicisti professionisti, ricoprirono il ruolo della Cappella musicale fino al secondo dopo guerra. Nel 1918 divenne maestro di cappella Francesco Bagnoli (1876-1947), autore di musica sacra e docente di alto livello, che ebbe come suo allievo più insigne Domenico Bartolucci, suo successore come organista del duomo e futuro direttore perpetuo della cappella musicale pontificia sistina. Nel 1947 mons. Cirano Sartini divenne maestro di cappella a seguito della morte di Bagnoli e, poiché le forze del Collegio Eugeniano erano venute meno, nel 1968 dette nuova vita alla musica della Cattedrale, formando il "Coro del Duomo", che diresse fino al 1973. Nello stesso anno il coro venne affidato a mons. Luigi Sessa, già organista e canonico della Cattedrale, che lo diresse fino alla morte avvenuta il 31 dicembre del 2001; sotto la sua direzione il Coro del Duomo ebbe un notevole sviluppo, arrivando a contare anche 200 cantori provenienti da tutta la città. È in questo periodo che l'amministrazione della Cappella musicale passò sotto l'egida del Capitolo della Cattedrale. Il successore di mons. Sessa fu Alfonso Fedi, che ha diretto il coro fino al 2009, anno in cui Sergio Militello fonda la "Cappella Musicale di Santa Maria del Fiore" e che dirige fino al 2012.

## Attività attuale

### La Cappella musicale oggi
Nel 2012 l'Opera di Santa Maria del Fiore designa, in accordo con il Capitolo della Cattedrale, Michele Manganelli come Maestro della stessa affidandogli il compito di ricostituire la Cappella in ogni suo aspetto; in particolare fu richiesto che la compagine corale fosse composta da cantori volontari affiancati da cantori professionisti, ed in seguito anche da un coro di voci bianche. Pertanto la cappella è attualmente composta da circa 35 cantori volontari e da un numero variabile di professionisti, da 8 a 12, a seconda delle necessità. Si distinguono all'interno del gruppo professionistico il "Quartetto Brunelleschi" e "l'Ottetto Michelangelo". Come previsto dal regolamento Manganelli, in qualità di maestro di cappella, ha scelto come organista titolare della Cappella musicale, e di conseguenza come primo organista della Cattedrale, Daniele Dori.

### IPueri Cantores

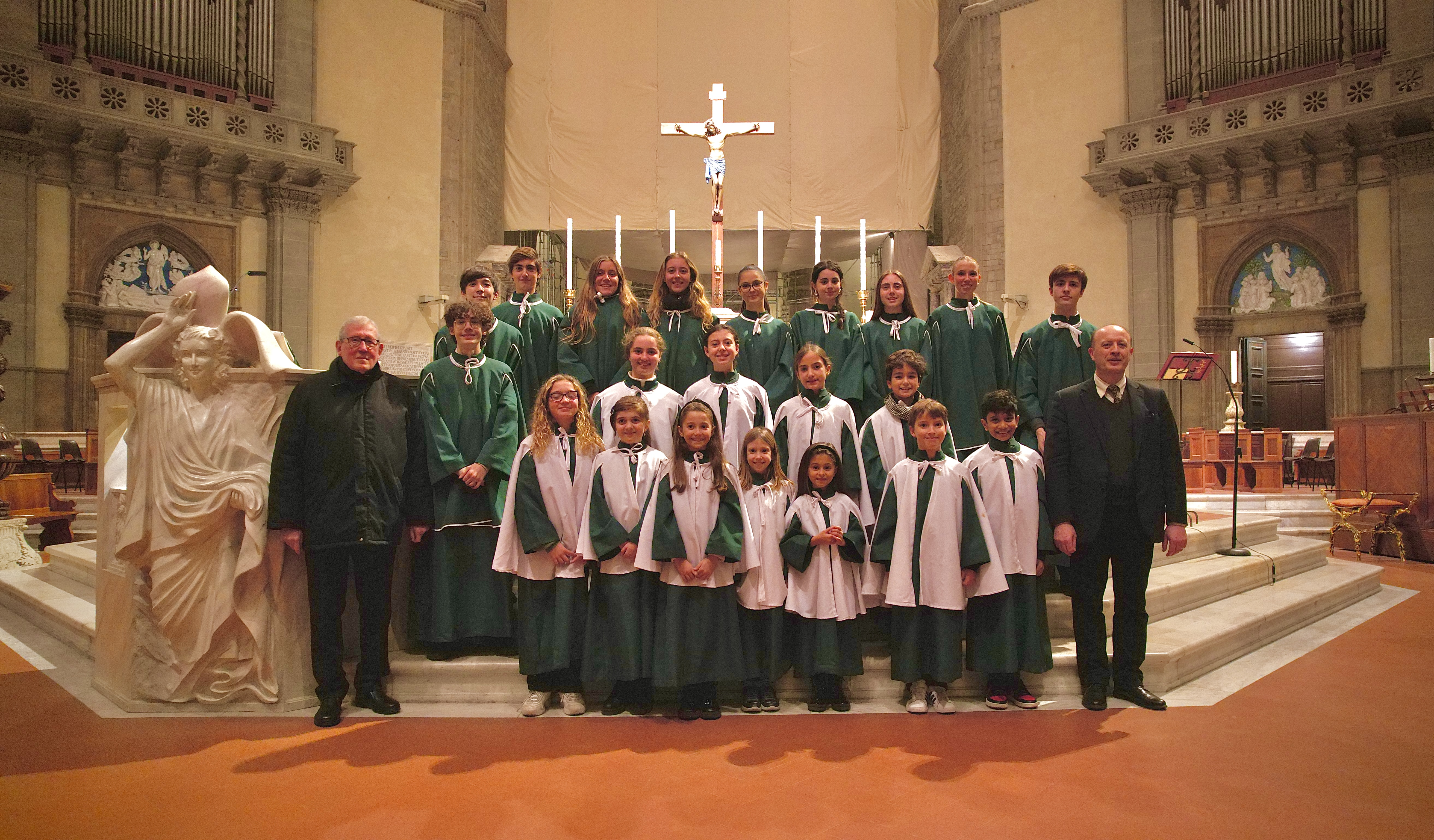
I Pueri Cantores nel 2024

Nel 2016, a completamento della struttura della Cappella musicale, è stato costituito il Coro di voci bianche (Pueri Cantores), che è attualmente composto da circa 30 bambini di età compresa fra i 7 ed i 13 anni; nel 2022, inoltre, è stata fondata la sezione degli Juvenes Cantores, che comprende giovani dai 14 ai 19 anni. I Pueri Cantores prestano servizio musicale nella Cattedrale sia come coro a se stante - che a cadenza quindicinale accompagna musicalmente la Messa domenicale delle ore 18.00 in Duomo - sia in unione con il coro degli adulti nelle maggiori solennità dell'anno liturgico.
La preparazione del coro di voci bianche si articola in due momenti della settimana: una grande prova il sabato mattina dalle ore 9.30 alle ore 12.45 ed una il martedì pomeriggio dalle ore 17.30 alle ore 19.00 (per i Pueri Cantores); invece il sabato pomeriggio dalle 14.00 alle 15.30 è riservato agli Juvenes Cantores. Il coordinamento della preparazione dei Pueri è stato affidato dal maestro di Cappella a Patrizia Scivoletto, la quale ha come collaboratori Francesca Caponi per la parte vocale e l'organista Daniele Dori per la teoria musicale ed il solfeggio.

### Attività liturgica e repertorio
All'interno dell'anno liturgico la Cappella musicale della Cattedrale di Firenze è chiamata a svolgere circa 25 servizi, che coincidono con le maggiori solennità. 
Il repertorio eseguito spazia dal canto gregoriano alla polifonia antica e moderna, alle quali si affiancano brani composti appositamente dal maestro di cappella. Seguendo lo schema delle liturgie papali, i programmi musicali, per quanto riguarda il Proprium Missæ, prevedono sempre l'Introito ed il Communio del giorno tratti dal repertorio gregoriano; all'offertorio, invece, viene quasi sempre eseguita una composizione polifonica basata sull'antifona del giorno, molte volte a cappella (Palestrina, Orlando di Lasso, Bartolucci...) ma anche con organo e/o strumenti. A questi brani si aggiungono sempre alcuni canti in lingua italiana per favorire la partecipazione dei fedeli; tra questi è sempre presente il salmo responsoriale, composto dal maestro di cappella. Per quanto concerne l'Ordinarium Missæ, i formulari gregoriani sono i più utilizzati: in particolare la Missa VIII "de Angelis", per molte solennità; la Missa IX "Cum Jubilo", per le feste mariane; le Missæ XVII e XVIII per l'Avvento e la Quaresima, alle quali si aggiunge la Missa "pro defunctis" per il 2 Novembre ed i funerali. Questi formulari gregoriani spesso sono usati in alternatim con la polifonia di Bartolucci, Bianchi, Miserachs e dello stesso Manganelli. In alcune occasioni la Cappella musicale esegue anche una messa polifonica completa, la quale può essere a cappella (Palestrina), oppure, più spesso, con ottoni, o con orchestra completa (Mozart, Schubert, Haydn, Bartolucci, Manganelli). 

### Eventi Particolari

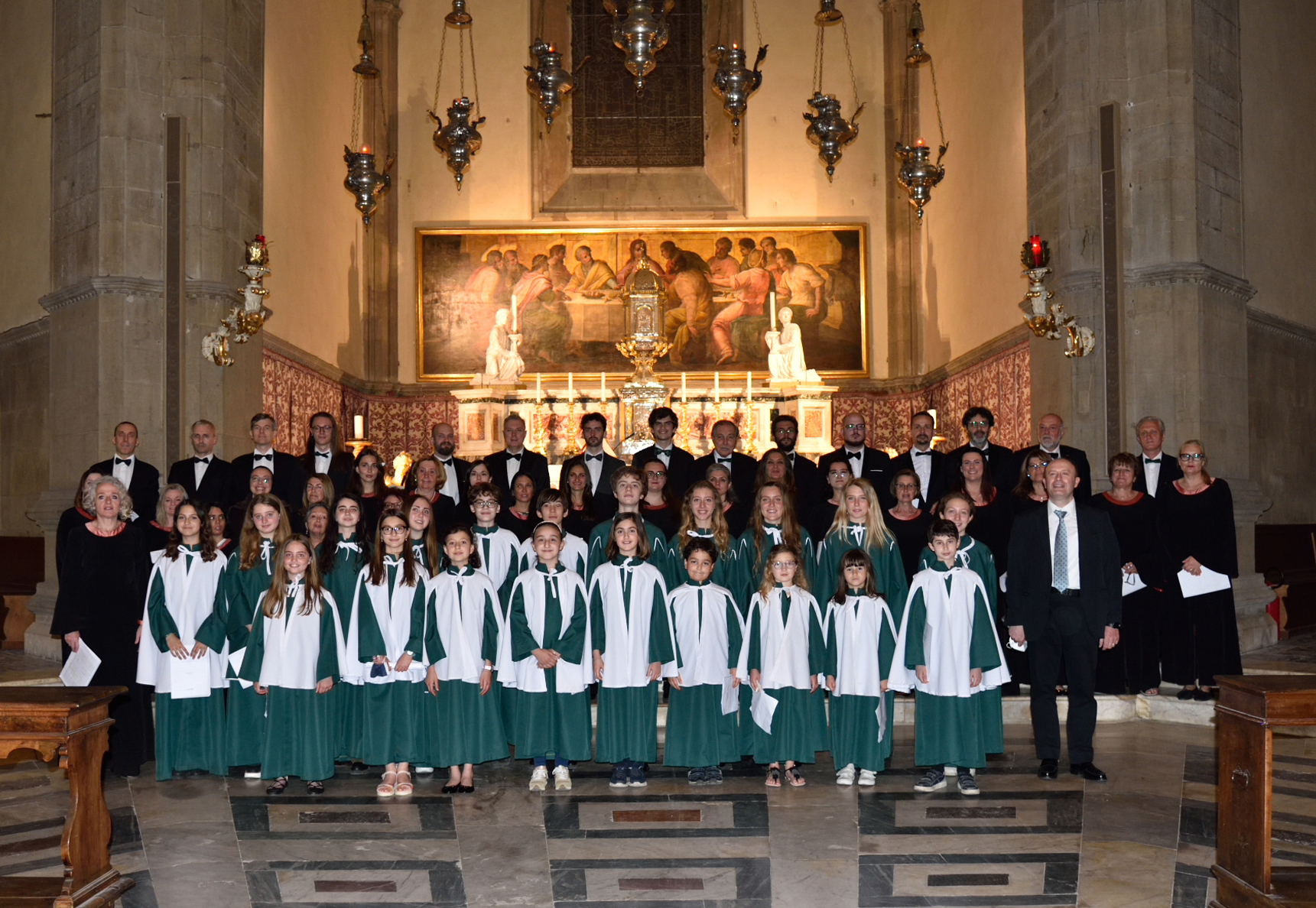
La Cappella musicale ed i Pueri Cantores con il M° Michele Manganelli e il M° Patrizia Scivoletto nel 2022, in occasione dell'esecuzione dell'Opera "Oltre l'azzurro. Il sogno di Brunelleschi".

Oltre al servizio liturgico, che è l'attività principale, la Cappella musicale nel suo complesso si è esibita in numerosi concerti ed eventi di grande rilievo, fra i quali si annoverano: l'esecuzione dell'Oratorio "la Natività" di Domenico Bartolucci il 3 Ottobre 2014 nella Cattedrale fiorentina (nell'ambito della rassegna musicale "O Flos Colende") ed il 16 Novembre successivo presso l'auditorium della Conciliazione a Roma (con il patrocinio della Fondazione Domenico Bartolucci); Nel Novembre 2015, in occasione del 5º Convegno Nazionale della Chiesa Italiana (9-13 Novembre) la Cappella musicale ha prestato servizio in tutte le liturgie tenutesi nella Cattedrale di Firenze; in modo particolare si ricorda la visita di sua Santità Papa Francesco con i rappresentanti del convegno la mattina del 10 Novembre in Duomo. Nel pomeriggio dello stesso giorno, allo Stadio Artemio Franchi di Firenze, in occasione della Santa Messa presieduta dal Pontefice, la Cappella si è unita ad un coro di circa 1200 persone formato da molti formazioni corali della Diocesi di Firenze, in cooperazione con l'orchestra del Maggio Musicale Fiorentino; l'esecuzione in prima assoluta il 30 settembre 2016 di Agnosce, Filii, misericordiam Patris, dramma sacro (per voci recitanti, soli, coro, ottoni e organo), ideato e composto dai docenti del Pontificio Istituto di Musica Sacra di Roma; il concerto di inaugurazione del grande organo della Cattedrale l'8 Dicembre 2017, con la partecipazione dell'organista di Notre Dame Olivier Latry; il gemellaggio dei Pueri Cantores con il Faurè Concert Choir Japan per l'esecuzione del Requiem di G. Fauré nella Chiesa di San Salvatore in Ognissanti il 28 Gennaio 2018; il concerto per il decennale della nomina ad arcivescovo di Firenze del Cardinale Giuseppe Betori il 23 ottobre 2018; la partecipazione dei Pueri Cantores il 9 Dicembre 2018 alla serata per i 160 anni del quotidiano "La Nazione", nel corso della quale è stato premiato lo stesso coro di voci bianche; l'esecuzione in prima assoluta dell'opera "Oltre l'azzurro. Il sogno di Brunelleschi" di Silvia Colasanti, composta per i 600 anni dalla costruzione della Cupola del Brunelleschi, il 23 Maggio 2022; la partecipazione al XLIII Congresso internazionale di Pueri Cantores svoltosi a Firenze dal 13 al 17 Luglio 2022, che ha visto la presenza di circa 3.500 bambini cantori provenienti da tutto il mondo; il servizio musicale svolto durante la S. Messa nella Basilica di Santa Croce a conclusione del convegno dei vescovi “Mediterraneo frontiera di pace”, promosso dalla Conferenza Episcopale Italiana, il 27 Febbraio 2022 l'esecuzione, all'interno della rassegna musicale "O flos colende", in prima assoluta della "Via Crucis" composta da docenti del PIMS, che ha visto la collaborazione con l'Art Ensemble della Scuola di Musica di Fiesole, il 15 marzo 2024; la collaborazione con la Banda musicale dell'Arma dei Carabinieri e la Scuola di Musica di Fiesole per l'esecuzione dell'opera "I Martiri di Fiesole" del compositore americano Hershey Felder, in occasione dell'80° anniversario dei Martiri di Fiesole, l'11 Settembre 2024 presso il Teatro romano di Fiesole ed il 12 Settembre presso il Teatro Cartiere Carrara; la collaborazione con Antonella Ruggiero e l'Arkè String Quartet per l'esecuzione di un concerto, dal titolo "Sacrarmonia", promosso dall'Opera di Santa Maria del Fiore e da Musicus Concentus, il 21 Novembre 2024.
I programmi sia liturgici che concertistici, che hanno previsto l'ausilio dell'orchestra, sono stati realizzati in collaborazione con le maggiori istituzioni musicali cittadine quali: il Maggio Musicale Fiorentino, l'Orchestra Regionale Toscana, il Conservatorio "Luigi Cherubini", la Scuola di Musica di Fiesole ed il liceo musicale Alberti-Dante.